# 王火
王 火（おう か、ワン・フオ、1924年7月 - ）は、中華人民共和国の小説家。代表作に小説『戦争和人』。中国共産党党員。四川省作家協会名誉副主席。

## 略歴
原籍は江蘇省如東県で、1924年7月に上海市に生まれた。
1943年に執筆活動を開始した。
1948年、中華全国文協上海分会に入会。
1948年、復旦大学新聞系卒業。卒業後は上海総工会の編審幹事となった。
1950年、労動出版社設立、副総編輯。『工人』半月刊設立。
1953年、北京中華全国総工会に転職、『中国工人』雑誌主編助理兼編委。
1961年、山東老区に転職、臨沂一中で教職に就く。
1979年、四川作協に入会。
1979年、中国作家協会に入会。
1983年、成都に転居、四川人民出版社副総編、編審。四川文芸出版社設立、書記兼総編。
1987年に引退する。

## 作品

### 長篇小説
- 『戦争和人』
- 『外国八路』、1982年、百花文芸出版社
- 『血染春秋—節振国伝奇』、1982年、花山文芸出版社
- 『濃霧中的火光』、1983年、重慶出版社
- 『雪祭』、1988年、重慶出版社
- 『流螢伝奇』、1992年、明天出版社
- 『王冠之謎』、1992年、華夏出版社
- 『禅悟』、1993年
- 『女人夜沙龍』、1996年、四川文芸出版社
- 『霹靂三年』、1999年、人民文学出版社

### 中篇小説
- 『赤膽忠心』、1957年7月、工人出版社
- 『夜的悲歌』、1982年、『十月』
- 『白下舊夢』、1983年3期、『収穫』
- 『潜網上的漩渦』、1985年2期、『収穫』
- 『隠私權』、1990年11月、花城出版社
- 『単行道上的女經理』、1992年1月、『上海小説』
- 『迷宮悲喜』、1995年第4期、『人民文学』
- 『異国的秋雨黄昏』、1996年第1期、『十月』
- 『邊陲軍魂』
- 『心上的海潮』

### 短篇小説
- 『夢中人生』、1989年6月、四川文芸出版社
- 『東方威尼斯—一个京劇女演員的伝奇』、1987年7月、山東人民出版社
- 『流星』
- 『二七大罷工』
- 『従五卅到大革命』
- 『新三岔口』、1981年5月、『人民文学』
- 『滾燙的回憶』、1980年1期、『十月』

### 劇本
- 『平鷹墳』
- 『明月天涯』、1981年1期、『花城』
- 『外国八路』、1982年3期、『電影劇本園地』
- 『緑雲寒』、1995年4月、『峨眉』

### 散文
- 『西窗燭』、1991年1月、四川教育出版社
- 『帯露摘花』、2000年6月、広州出版社
- 『推動了的黄金時代―金陵童話』、1992年9月、少兒出版社

## 受賞
1997年、『戦争和人』、第二回国家図書賞、炎黄杯人民文学賞、第四回茅盾文学賞、全国八五期間優秀長篇小説賞